# Distrito de Reg
El Distrito de Reg está situado en el norte de la Provincia de Kandahar, Afganistán. Tiene fronteras con la Provincia de Helmand al oeste; los Distritos de Panjwai y de Daman al norte; el Distrito de Shorabak al este y Pakistán al sur. La población es de 7.900 personas (2006). La capital del distrito es Reg Alaqadari, situada en la parte más meridional del distrito, a unos pocos kilómetros de la frontera con Pakistán. Todo el distrito es un desierto donde sólo hay unos cuántos núcleos de población de un tamaño considerable.
- Datos: Q3506581
- Multimedia: Reg District / Q3506581